# Médaille de la valeur militaire (Italie)
La médaille de la valeur militaire (en italien : ricompense al valor militare) est une décoration militaire italienne créée en 1793.

## Historique
Les médailles de la valeur militaire furent créées le 21 mai 1793 par Victor-Amédée III de Sardaigne. Elles tombèrent en désuétude pendant la présence militaire française des guerres de la Révolution et napoléoniennes, puis remises en activité par Victor-Emmanuel Ier le 1er mai 1815. Finalement, le 4 août 1815, elles furent remplacées par l'ordre militaire de Savoie (devenu italien).
En 1833, conscient de la difficulté due à la rigueur d'attribution, le roi Charles-Albert rétablit les médailles d'or et d'argent pour récompenser les actes de bravoure des militaires, en temps de paix ou de guerre.
Pendant la Première Guerre mondiale la médaille fut remise aux militaires, aux unités (au-dessus de la compagnie), aux civils, pour valeur exceptionnelle face à l'ennemi.
Elle est remise pour chaque acte de bravoure.

## Organisation
La médaille de la valeur militaire se subdivise en trois catégories :
- Médaille d'or de la valeur militaire, créée le 21 mai 1793 par Victor-Amédée III de Sardaigne, tombe en désuétude pendant la présence militaire française des guerres de la Révolution et napoléoniennes, remise en activité par Victor-Emmanuel Ier de Sardaigne le 1er mai 1815 ;
- Médaille d'argent de la valeur militaire, créée par Charles-Albert de Sardaigne en 1833 ;
- Médaille de bronze de la valeur militaire.

## Description
Les trois niveaux ont la même conception:

- Avers : Jusqu'en 1946, une couronne contenant les armes de la maison de Savoie surmontée d'une couronne, entourée de l'inscription « AL VALORE MILITARE ». Les décorations de la République italienne remplacent les armoiries de la Savoie par l'emblème de l'Italie. Une version a également été produite par la République sociale italienne en 1943 dans laquelle les armes centrales sont remplacées par un Gladius.
- Revers : Une couronne de laurier. Le nom du récipiendaire est parfois gravé dans la couronne.
- Ruban : Moire bleue vive pour tous les niveaux.

Chaque médaille peut être obtenue plusieurs fois par le même récipiendaire, ce qui lui donne le droit de porter deux ou plusieurs médailles identiques, bien que de 1915 à 1922 les médailles d'or et d'argent ne pouvaient être décernées que trois fois à un même homme, tout autre acte de bravoure étant récompensé par une promotion,.

## Rubans
Rubans actuels
 Médaille d'or de la valeur militaire (10 mai 1943 – aujourd'hui)
 Médaille d'argent de la valeur militaire (26 mars 1833 – aujourd'hui)
 Médaille de bronze de la valeur militaire (10 mai 1943 – aujourd'hui)
Rubans abandonnés
 Médaille d'or de la valeur militaire (26 mars 1833 – 10 mai 1943)
 Médaille de bronze de la valeur militaire (8 décembre 1887 – 10 mai 1943)